# Plantage Muidergracht
Le Plantage Muidergracht est un canal secondaire situé dans l'arrondissement Centrum de la ville d'Amsterdam aux Pays-Bas. Comme son nom l'indique, il est situé dans le quartier du Plantage. Une partie des bâtiments de l'Université d'Amsterdam (UvA) sont situés le long du canal, au niveau de la Roeterseiland, et le canal bord également la partie est du zoo de l'Artis.
Le Plantage Muidergracht forme la frontière du quartier du Plantage, en faisait office de séparation avec la partie est du Grachtengordel, le Weesperbuurt. Le canal débute au niveau du Jardin botanique d'Amsterdam puis s'écoule vers le sud-est en partant du Nieuwe Keizersgracht. Au niveau de Sarphatistraat, il bifurque en direction du nord-est le long de l'Artis en direction de Entrepotdok. Le Nieuwe Keizersgracht, de Nieuwe Prinsengracht en Nieuwe Achtergracht se jettent tous trois dans le Plantage Muidergracht. Deux ponts permettent de traverser le canal: le Plantage Kerklaan et le Plantage Middenlaan. Il existe également un pont piéton situé entre les bâtiments de l'UvA. Plantage Muidergracht est également le nom d'une rue du Plantage, qui n'est cependant pas située le long du canal sur l'ensemble de son tracé.
À l'origine, le canal portait le nom de Muidergracht, jusqu'à ce qu'une partie du canal originel soit rebouchée, à l'endroit où se trouve l'actuelle Jonas Daniël Meijerplein et l'espace vert du Hortusplantsoen. La partie du canal parallèle à Sarphatistraat se situait dans le prolongement du Lijnbaansgracht et porta le nom de Plantage Lijnbaansgracht jusqu'en 1915. Le Roeterssloot, qui se jetait dans le Plantage Muidergracht fut quant à lui rebouché en 1959.